# بازیلیکا لا مرسد، کیتو

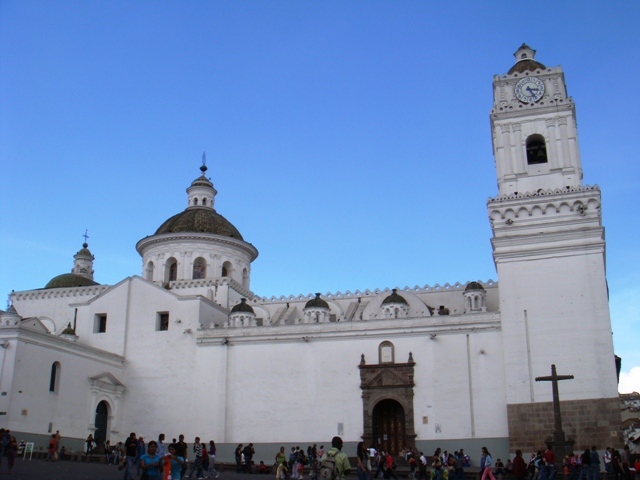
نمای کلیسای لا مرسد

کلیسای نوئسترا سنورا د لا مرسد (به اسپانیایی: Basilica of Nuestra Señora de la Merced)، یک معبد کاتولیک واقع در مرکز تاریخی شهر کیتو، پایتخت اکوادور است. این اولین کلیسا و مقر مرسدریان در کشور بوده و به همین دلیل عنوان بازیلیکا را یدک می‌کشد.
ساختمان سفید دارای پنج گنبد، یک برج مربع است و با کتیبه‌های اینکا و عربی تزئین شده است. ساخت و ساز در سال ۱۷۰۱ میلادی آغاز شد و برج در سال ۱۷۳۶ به پایان رسید و بازیلیکا در سال ۱۷۳۷ تقدیس شد. معمار آن خوزه جیمی اورتیز بود. محراب اصلی توسط برناردو د لگاردا بین سال‌های ۱۷۴۸ و ۱۷۵۱ تراشیده و ساخته شد قربانگاه پشت سردر اثری از اوایل قرن نوزدهم است. در داخل آن و همچنین در داخل کلیسا، چندین اثر از هنرمند ویکتور میدروس وجود دارد.
کتابخانه این کلیسا یکی از مهم‌ترین کتابخانه‌های تاریخی شهر را هم به دلیل محتوای آن و هم به دلیل وضعیت حفاظتی آن داراست. کتابخانه مرسد در دو طبقه از جناح شمالی صومعه استقرار یافته و از طریق طبقه پایین و همچنین طبقه بالایی دسترسی دارد. قفسه‌های کتاب دیوارهای هر دو طبقه را می‌پوشانند و داخل آن با یک راه پله مارپیچ چوبی حکاکی شده زیبا به هم متصل می‌شوند. بر اساس فهرست نویسی انجام شده در پروژه حفاظت از کتابخانه از سال ۱۹۹۴ تا ۱۹۹۷، ۲۲۰۰۰ جلد و بیش از ۴۰۰۰۰ رکورد کتابشناختی شمارش شده است.
پروژه حفاظت از کتابخانه مرسدس توسط مؤسسه حفاظت گتی تأمین مالی شد و توسط بنیاد کاسپیکارای کیتو مدیریت شده. مدیر پروژه، مرمت کننده اسناد و کاغذ معروف مارکوس ریوادنیرا سیلوا در منطقه حفاظت شده و آنجل اولئاس در منطقه فهرست نویسی بود.

## نگارخانه

Basilica de la Merced در سال ۱۹۱۶
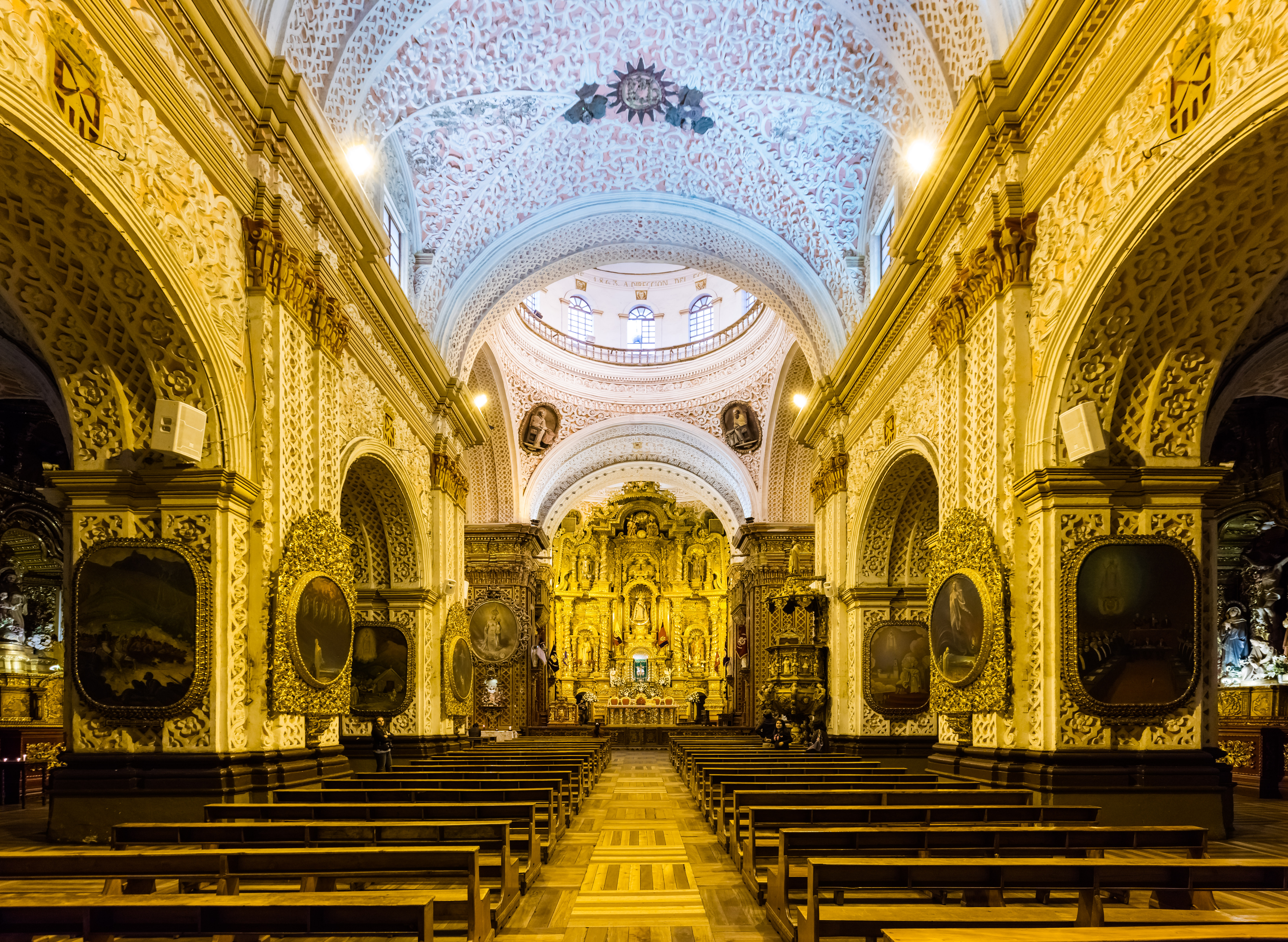
شبستان اصلی
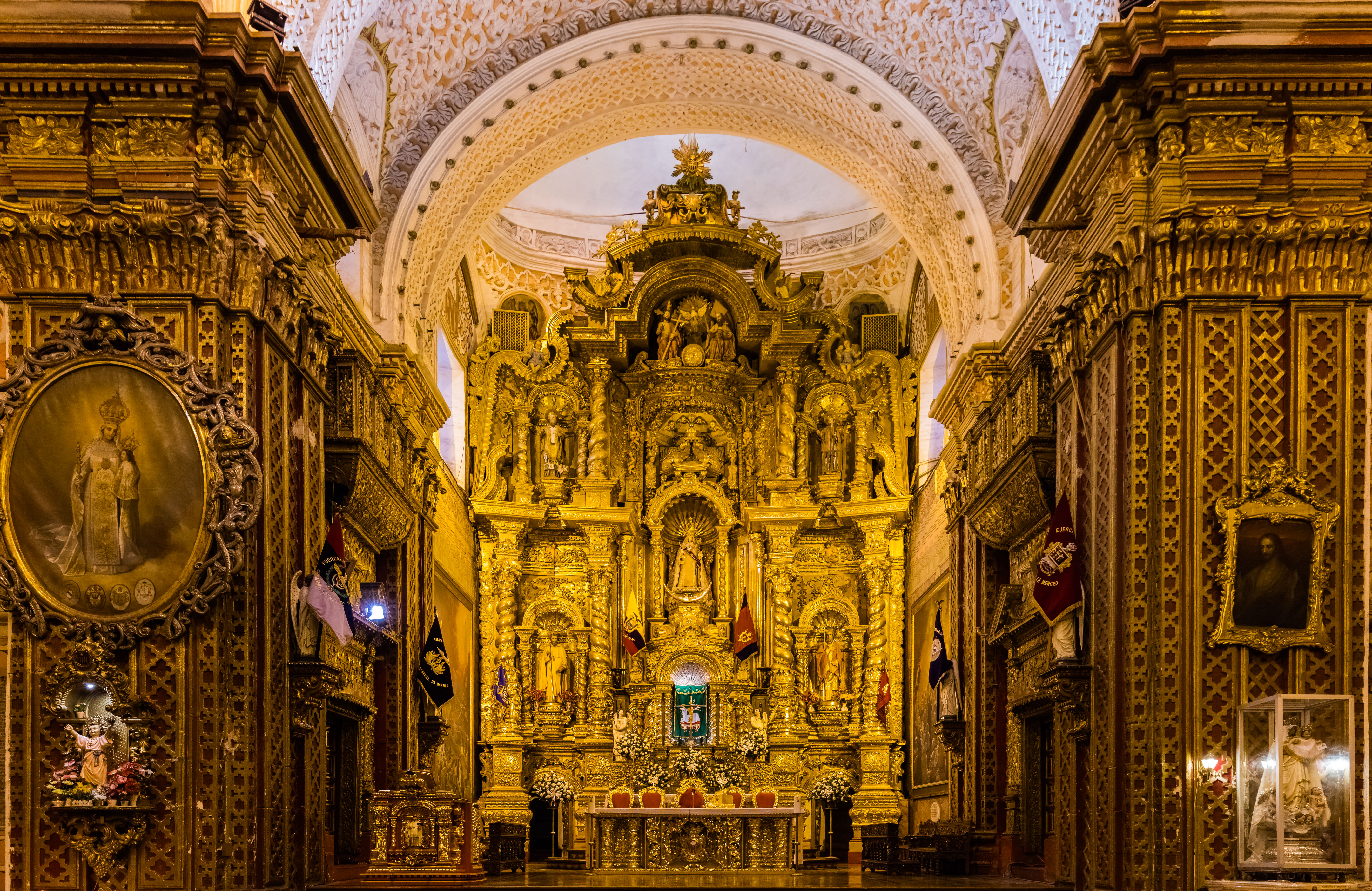
محراب
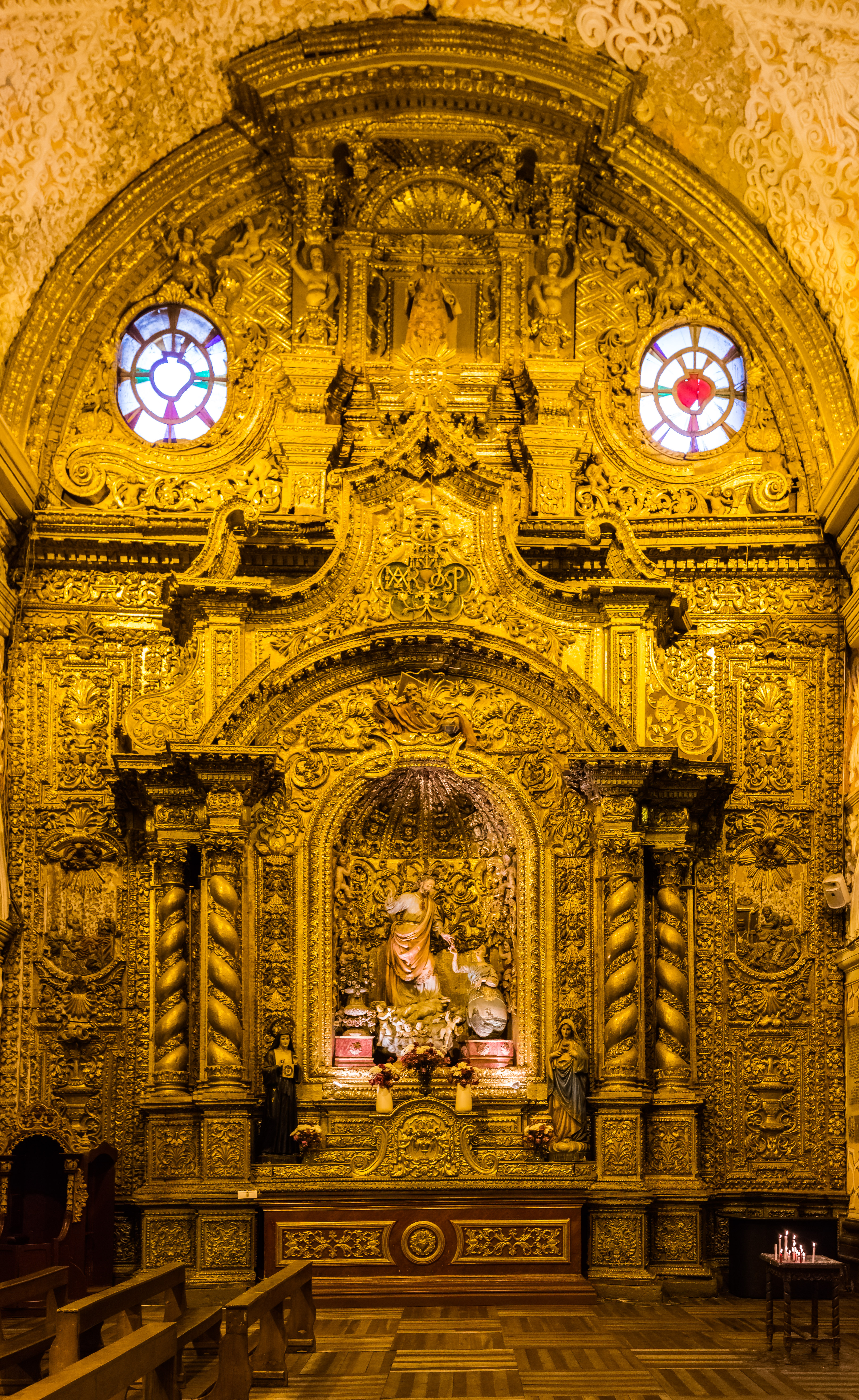
یک تکرار
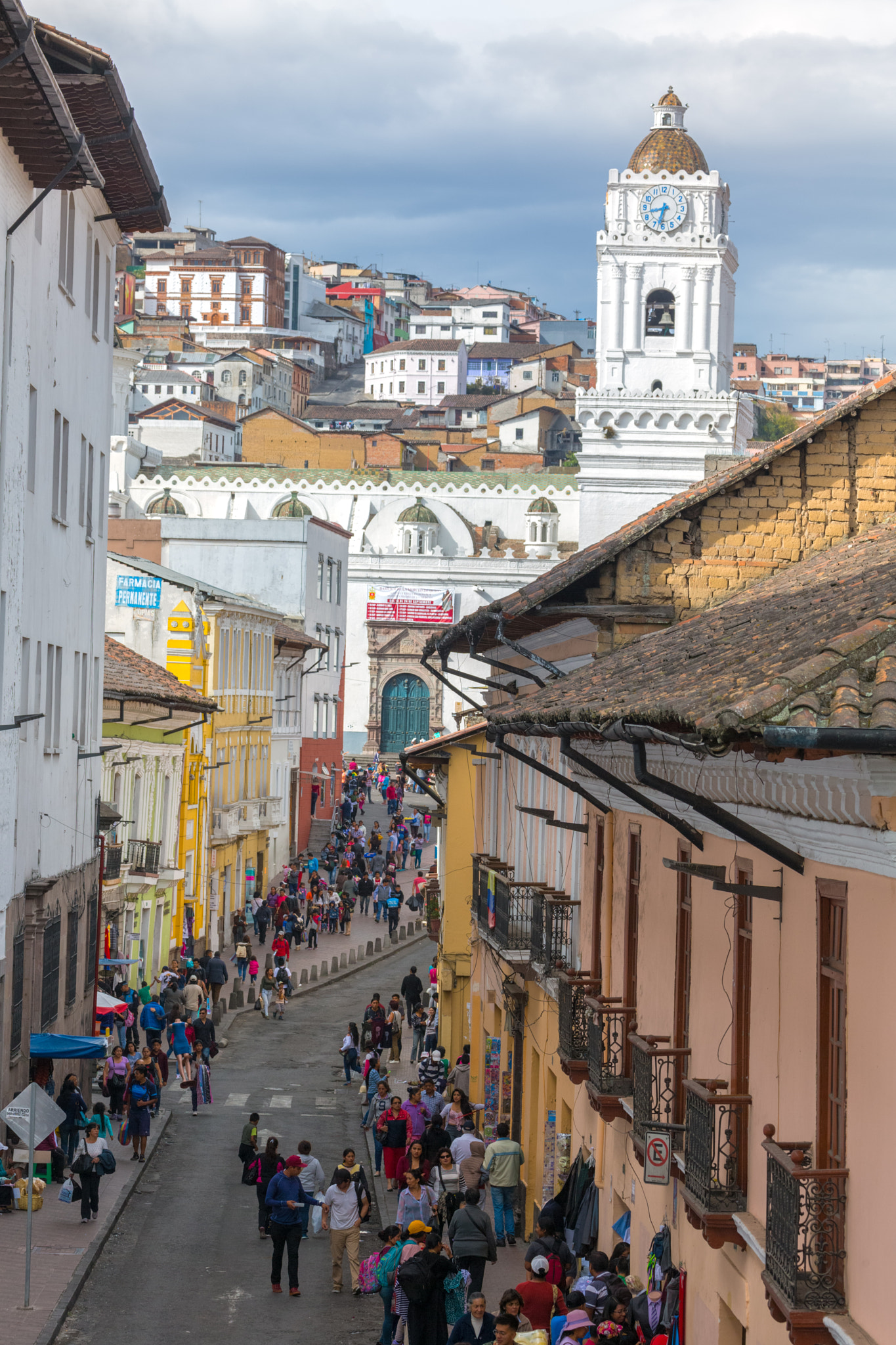
نمای دور از باسیلیکا
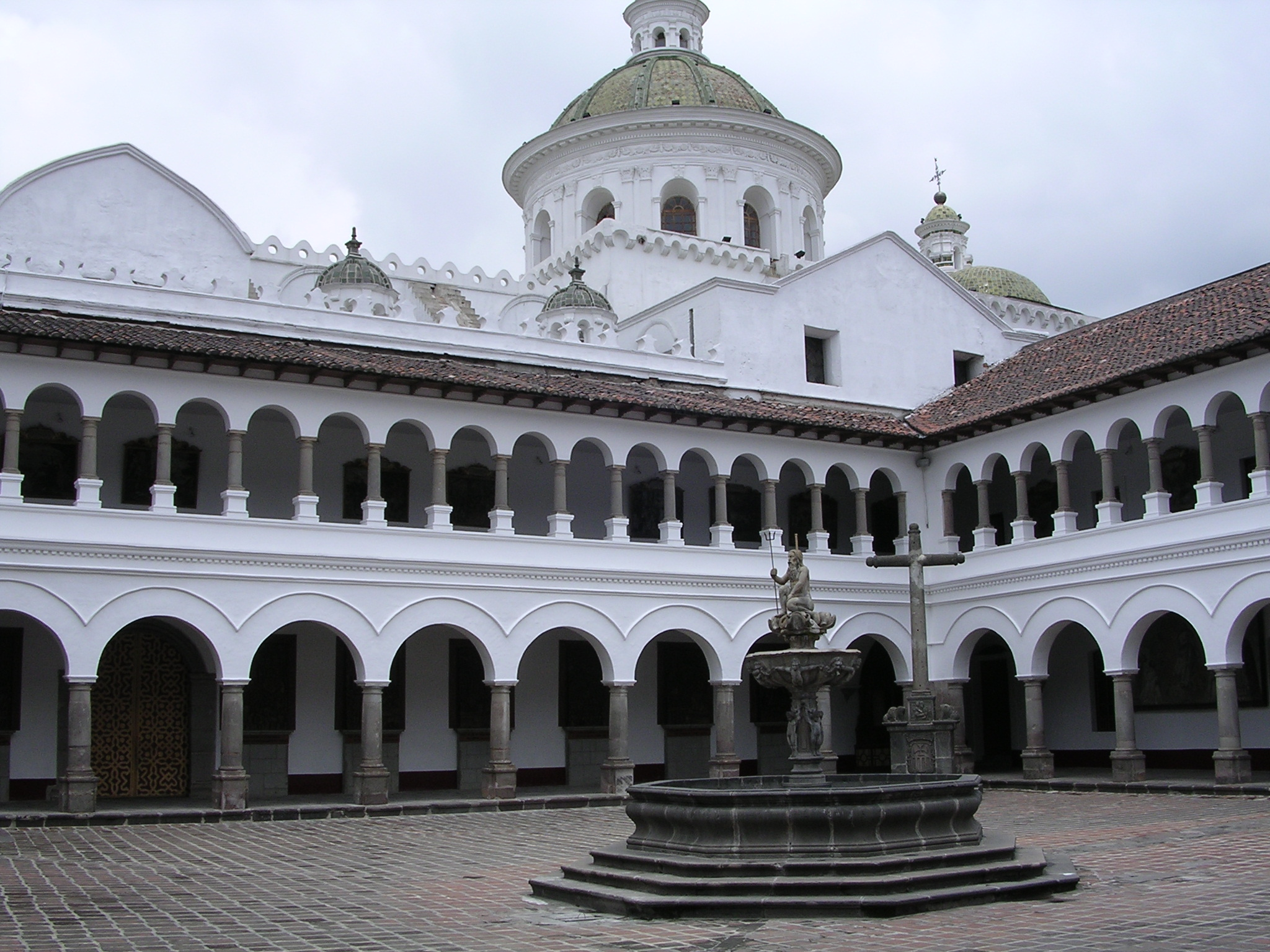
صومعه صومعه